# Susana Estrada
Susana Estrada (Gijón, Astúries, 18 de juny de 1949) és una actriu i vedette espanyola.

## Biografia
Coneguda com una de les Muses de la Transició, fou un personatge molt popular en la segona meitat dels anys setanta i representant per antonomàsia del gènere cinematogràfic conegut com «destape». Després de prop de quaranta anys de dictadura franquista, acompanyats per una fèrria censura en tot allò que tingués a veure amb el sexe, Susana Estrada va venir a simbolitzar els nous aires de llibertat, amb la seva desinhibició a l'hora de mostrar el seu cos o exposar les seves opinions liberals sobre qüestions pocs anys abans considerades tabú a Espanya.
De fet, en 1976, tan sols uns mesos després de la defunció del dictador, estrenava l'espectacle Historia del strip-tease, en el que es va considerar una representació sense precedents al país. Es tractava d'un dels primers nus integrals sobre un escenari, coincidint amb els que en la mateixa època van protagonitzar les actrius Victoria Vera i María José Goyanes.
Durant aquesta època es va posar al capdavant d'un consultori sexològic en la revista Play Lady, i pel qual va ser processada sota acusació de delicte d'escàndol públic.
En 1977, en ple èxit de Historia del strip-tease, donà a conèixer la seva faceta com a cantant, i edità alguns singles com Ya me voy de tu vida, Gózame ya, Quítate el sostén, La banana (a duo amb Paco Clavel), Hagámoslo juntos, Hagamos el amor, Voy desnuda o Machos. Alhora continuava mostrant-se nua a publicacions com Interviú o Lib.
El 14 de febrer de 1978, va protagonitzar una de les fotos més representatives d'aquest període històric en el lliurament dels premis del Diari Pueblo al costat de qui més tard seria alcalde de Madrid, Enrique Tierno Galván. Estrada, una de les guardonades, no va dubtar al moment de rebre el premi de mans de Tierno a mostrar un dels seus pits davant la perplexitat de tots els presents i la rèplica del Vell Professor, que es va limitar a dir: No vaya usted a enfriarse. També publicà un relat en la revista Can Can.
Al juliol de 1981 es va veure de nou embolicada en la polèmica a causa d'un col·loqui, no exempt de sensacionalisme en el seu plantejament, que va mantenir sobre sexe amb el sacerdot i escriptor José Luis Martín Vigil a Televisió Espanyola, que va provocar greus crítiques per la seva emissió en una Espanya encara no acostumada a abordar aquest tipus de qüestions i pel qual es va demanar el cessament del llavors Director de RTVE Fernando Castedo.
En 2005 va participar com a concursant en el reality show d'Antena 3 La Granja.
En 2008 va tornar al cinema per fer un cameo en una pel·lícula dramàtica que recordava els anys del «destape»: Los años desnudos.

## Trajectòria cinematogràfica
D'altra banda, la seva carrera cinematogràfica, que s'havia iniciat en 1973 amb Las tres perfectas casadas junt a Teresa Gimpera i Irán Eory, es limità a uns pocs títols del conegut com a gènere del destape.
- La trastienda (1975), de Jordi Grau i Solà, amb María José Cantudo
- El Libro del Buen Amor (1975), amb Patxi Andión
- La noche de las gaviotas (1975)
- Lucecita (1976), amb Juan Luis Galiardo
- El jovencito Drácula (1977)
- Pepito Piscinas (1978), amb Fernando Esteso
- El maravilloso mundo del sexo (1978) classificada per a adults ("S")
- Pasión prohibida (1980) classificada per a adults ("S")